# 汪慧敏
汪慧敏（1992年11月11日—），山东人，中华人民共和国女子排球运动员，之前是主攻，现在是自由人。

## 外部连接
- 汪慧敏的新浪微博
- 汪慧敏在WorldofVolley（英语）